# Amphritea
Amphritea ist eine Gattung von Bakterien.

## Erscheinungsbild
Die meisten Arten von Amphritea sind durch Flagellen beweglich (motil). Je nach Art ist jeweils eine polare Flagelle oder bipolare Büschel von Flagellen vorhanden. Die Art Amphritea ceti besitzt keine Flagellen. Die Zellen sind stäbchenförmig. Amphritea atlantica, A. balenae und A. japonica können in alten Kulturen kokkoide Zellen bilden. Die Art A. ceti bildet zusätzlich zu stäbchenförmigen auch ovale Zellen. Bei dieser Arten treten auch Zellen mit Längen über 10 μm auf.

## Wachstum und Stoffwechsel
Alle Arten wachsen in Gegenwart von Sauerstoff (aerob), einige sind auch fakultativ anaerob, zeigen also auch unter Ausschluss von Sauerstoff Wachstum, so z. B. Amphritea opalescens, A. japonica und A. balenae.
Der Stoff- und Energiewechsel ist chemoorganotroph und heterotroph, Amphrytea nutzt organische Verbindungen als Energiequelle und zum Aufbau zelleigener Stoffe.
Der Wachstumsbereich liegt bei den bis zum Jahr 2019 beschriebenen Arten bei Temperaturen zwischen 4 und 42 °C. So zeigt z. B. Amphritea opalescens Wachstum bei Temperaturen zwischen 10 und 42 °C, bestes Wachstum erfolgt bei 28 °C. Die Art A. balnea toleriert Temperaturen zwischen 4 und 28 °C, die optimale Wachstumstemperatur liegt zwischen 20 und 22 °C. Die Arten benötigen Salz (NaCl) für das Wachstum, eine Ausnahme ist die Art Amphritea opalescens, sie zeigt auch Wachstum bei völliger Abwesenheit von NaCl.
Die Art Amphritea opalescens toleriert pH-Werte von 4 bis 11, die Art A. atlantica Werte von 4,6 bis 9,5. A. balnea zeigt Wachstum bei pH-Werten zwischen 6,5 und 7,5. Der Urease-Test verläuft je nach Art unterschiedlich, so fällt er bei der Art A. atlantica positiv, bei A. opalescens negativ aus.
Die Arten können verschiedene Zucker und Carbonsäuren zum Energiegewinn und Wachstum nutzen. Einige Arten, wie z. B. Amphritea atlantica, A. balenae und A. japonica, können Polyhydroxybuttersäure (PHB) als Nährstoff- und Energiereserve speichern.

## Chemotaxonomische Merkmale
Amphritea ist Gram-negativ. Bei den vorkommenden Chinone überwiegt das Ubiquinon-8 (Q-8). Die am häufigsten vorkommenden Phospholipide sind Phosphatidylglycerole (PG) und Phosphatidylethanolamine (PE).

## Systematik
Der Name Amphritea ist abgeleitet von Amphrit, eine Nymphe des Ozeans in der griechischen Mythologie und bezieht sich auf den marinen Lebensraum der Bakterien. Amphritea zählt zu der Familie der Oceanospirillaceae, welche zu der Ordnung Oceanospirillales gestellt wird. Die Typusart ist Amphritea atlantica. Sie wurde im Jahr 2008 von Andrea Gärtner und Mitarbeitern vom Leibniz-Institut für Meereswissenschaften beschrieben.
Es folgt eine Liste einiger Arten (Stand: April 2020):
- Amphritea atlantica Gärtner et al. 2008
- Amphritea balenae Miyazaki et al. 2008
- Amphritea japonica Miyazaki et al. 2008
- Amphritea opalescens Han et al. 2019

Für die Species Amphritea ceti Kim et al. 2014 und  Amphritea spongicola Jang et al. 2015 wurde im August 2022 die Umstellung zu der neu aufgestellten Gattung Aliamphritea vorgeschlagen.

## Ökologie
Vertreter der Gattung Amphritea wurden meist aus marinen Lebewesen wie z. B. Schwämmen, Seescheiden, Algen und Stachelhäuter isoliert. Seltener stammen Funde aus freiem Meerwasser oder vom Meeresboden.
Die erste Isolation eines Bakterienstammes der Typusart A. atlantica  erfolgte im Jahre 2008 bei einer Untersuchung einer Tiefseemuschel (Bathymodiolus sp.). Die Muschel entstammte einer Probe vom Logatchev-Hydrothermalfeld am mittelatlantischen Rücken in 3000 Meter Tiefe. Der Typstamm der Art Amphritea spongicola wurde zuerst von einem Schwamm isoliert. Amphritea opalescens wurde in der Jasper Beach in Nähe der Fildes-Halbinsel der Antarktis aus einer Sedimentprobe isoliert. Diese Art ist nicht auf NaCl angewiesen.
Die Isolate für die Erstbeschreibung der Arten Amphritea balenae und A. japonica stammen von Proben des Meeresboden nahe bei Kadavern von Pottwalen. Die Entwicklung des sich neu bildenden Ökosystems rund um und in den Pottwal-Kadavern wurde über drei Jahre lang untersucht. Es wurden über 800 aerobe Bakterien von dem Meeresboden neben den Pottwalschlachtkörpern isoliert. Drei dieser Stämme waren mit Mitgliedern der Familie Oceanospirillaceae verwandt.
Die Gattung Amphritea gilt als phylogenetisch eng verwandt mit symbiotischen Bakterien, die in dem Bartwurm Osedax vorkommen. Die endosymbiontischen Bakterien kommen im Wurzelsystem dieser Bartwurmarten vor. Osedax lebt auf Skeletten von toten Meerestieren in der Tiefsee. Der erste Fund dieser Bartwurmgattung stammt von Skeletten eines Grauwals (Eschrichtius robustus).
Auch die DNA der Bakterienart Neptunomonas japonica ähnelt von der DNA-Sequenz her stark derjenigen der endosymbiotisch in Osedax lebenden Bakterien (99,6–99,9 % der Sequenzen stimmen überein). Neptunomonas japonica ist phylogenetisch eng mit Amphritea verwandt, sie zählen beide zu der Familie der Oceanospirillaceae. Das Bakterium stammt ebenfalls aus der Umgebung des gleichen Pottwal-Kadavers, wo auch die beiden Bakterienarten Amphritea balenae und A. japonica erstmals isoliert wurden.